# Ethel Wright
Ethel Wright Nesbitt (24 de junio de 1884–7 de noviembre de 1958) fue una actriz y profesora estadounidense
Wright nació en Mineral Point, Wisconsin, siendo la segunda de las tres hijas del abogado Samuel Wright y su esposa Catherine J Wright. Sus cuatro abuelos nacieron en Inglaterra. Tenía una hermana mayor, Edna Wright, que fue activista y sufragista, y una hermana menor, Rowe Wright, que fue editora de revistas y libros.
Wright participó en varias películas mudas, como Marguerite Leonard en A Leap for Love (1912), la madre trabajadora en The Cry of the Children (1912), la mujer del cajero del banco en Vengeance Is Mine (1912), Catherine Wolff en Bolshevism on Trial (1919) y Mrs. Minnett en The Enchanted Cottage (1924).
Además de actuar, Wright fue profesora de instituto. Se casó con el ingeniero mecánico Hugh Nesbitt, de Nueva Jersey, el 12 de junio de 1915, en Milwaukee. Desde 1920 hasta 1945, fue directora de la Professional Children's School de Nueva York City.

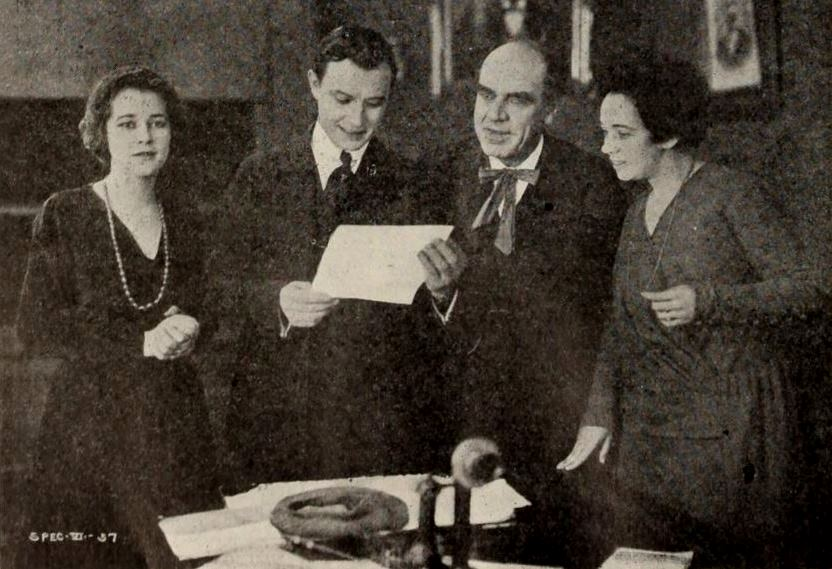
Ethel Wright, a la derecha, en un fotograma de Bolshevism on Trial (1919)

Murió en Nueva Jersey en 1958. 